# Axiomes de Peano
Els axiomes de Peano (o postulats de Peano) són un conjunt d'axiomes de segon ordre que defineixen de manera exacta la teoria dels nombres naturals. Varen ser establerts l'any 1889 per Giuseppe Peano (1858-1932), matemàtic italià,, a l'article Arithmetices principia, nova methodo exposita ("Els principis de l'aritmètica, presentats per un nou mètode"). La teoria de primer ordre que sorgeix d'aquests axiomes s'anomena Aritmètica de Peano (PA).
Els axiomes de Peano serveixen per construir molts dels conjunts de sistemes numèrics (nombres enters, racionals, reals, complexos…), i les estructures matemàtiques que s'utilitzen avui en dia. L'aritmètica de Peano constitueix el punt fonamental per al formalisme de l'aritmètica.

## Axiomes de Peano
Peano va crear una notació lògica per presentar els seus axiomes. Encara que aquesta notació no és la utilitzada actualment, és molt similar a la notació moderna. Peano utilitza el símbol {\displaystyle \epsilon } per la pertinença a un conjunt, i una C en reversa per a la implicació lògica (que es va convertir en {\displaystyle \supset }).
Els nou axiomes de Peano, escrits en notació moderna, són:
1. Existeix un element, {\displaystyle 1}, que pertany al conjunt dels nombres naturals.
2. Tot nombre natural és igual a ell mateix.
3. Per tots nombres naturals {\displaystyle a} i {\displaystyle b}, {\displaystyle a=b} si i només si {\displaystyle b=a}.
4. Per a tots nombres naturals {\displaystyle a}, {\displaystyle b} i {\displaystyle c}, si {\displaystyle a=b} i {\displaystyle b=c} llavors {\displaystyle a=c}.
5. Si {\displaystyle a=b} i {\displaystyle b} és un nombre natural, llavors {\displaystyle a} és un nombre natural.
6. Existeix una funció {\displaystyle S}, anomenada successor (també coneguda per {\displaystyle S(a)=a+1}), tal que si {\displaystyle a} és un nombre natural, llavors {\displaystyle S(a)} és un nombre natural.
7. Si {\displaystyle a} i {\displaystyle b} són nombres naturals, llavors {\displaystyle a=b} si i només si {\displaystyle S(a)=S(b)}.
8. Si {\displaystyle a} és un nombre natural, llavors {\displaystyle S(a)} no és igual a {\displaystyle 1}.
9. Per a cada conjunt {\displaystyle K}, si {\displaystyle 1} pertany a {\displaystyle K}, i per a cada natural {\displaystyle x} que pertany a {\displaystyle K}, es té que {\displaystyle S(x)} pertany a {\displaystyle K}, llavors tot nombre natural és de {\displaystyle K}.

Els axiomes 2, 3, 4 i 5 són considerades actualment les propietats bàsiques d'igualtat, i són preses per certes en la majoria de contexts. Llavors els axiomes 1, 6, 7, 8 i 9 són els que realment descriuen l'estructura dels nombres naturals, i per això moltes vegades es presenten aquests cinc axiomes com els axiomes de Peano.
Els axiomes 6, 7 i 8 determinen les propietats de l'operació successor. L'axioma 6 afirma que tot nombre natural té un successor; l'axioma 7 determina que el successor és una operació injectiva del conjunt dels nombres natuals a ell mateix, i l'axioma 8 diu que 1 no és el successor de cap nombre natural. Aquests axiomes impliquen que el conjunt dels nombres naturals és infinit, ja que cap en la cadena 
{\displaystyle 1\mapsto S(1)\mapsto S(S(1))\mapsto S(S(S(1)))\mapsto \dotsb }
no hi ha dos elements iguals, encara que els axiomes 1 a 8 no són suficients per demostrar que aquesta cadena conté tots els nombres naturals.
L'axioma 9 és l'axioma d'inducció (o principi d'inducció) que implica que tot conjunt de nombres naturals contenint l'element {\displaystyle 1} i tancat amb l'operació successor conté tots els nombres naturals. Això implica, per tant, que la cadena anterior conté tots els nombres naturals, perquè la cadena anterior conté l'1 i si un nombre {\displaystyle x} és de la cadena, el seu successor també hi és. Com que aquest axioma té un quantificador sobre tots els conjunts, és un axioma de segon ordre.

## Propietats de la suma i el producte de nombres naturals
Després, s'estableix la definició de suma, que expressa que l'addició d'un nombre natural a un altre donat pot considerar-se com la suma repetida d'1; esta última operació és fàcilment expressable per mitjà de la relació de successor:
(a) n + 0 = n; (b) n + k' = (n + k)'
Passant ara a la multiplicació dels nombres naturals, se la pot definir per mitjà de la següent definició per recurrència, que expressa de manera rigorosa que el producte nk de dos nombres naturals pot ser considerat com la suma de k termes cada un dels quals és igual a n, en altres termes:
(a) n · 0 = 0; (b) n · K' = n · K + n

## Curiositats
El fet de considerar el 0 com a nombre natural o no, és un tema controvertit. Per a molts matemàtics que estudien l'anàlisi matemàtica, no ha de ser inclòs, encara que pels més algebristes, sí que ho ha de ser. De tota manera, el nombre zero se sol considerar natural depenent del context on es treballi.